# Babka czarna
Babka czarna (Gobius niger) – ryba z rodziny babkowatych z rzędu okoniokształtnych. 

## Występowanie
Gatunek morski występujący wzdłuż wybrzeży Morza Śródziemnego, europejskich brzegów Oceanu Atlantyckiego, Morza Północnego oraz w zachodnim i południowym Bałtyku. Żyje w pobliżu brzegów (litoral), przy dnie miękkim lub porośniętym roślinami wodnymi. Przebywa zwykle w zacisznych i osłoniętych miejscach. Babka czarna licznie występuje u naszych wybrzeży, lecz nie ma znaczenia gospodarczego. W Polsce podlega częściowej ochronie gatunkowej.

## Budowa
Ciało krótkie, owalne w przekroju, o nieco spłaszczonej części brzusznej. Górna część głowy i grzbiet, aż do nasady pierwszej płetwy grzbietowej, nie są pokryte łuskami. Czasami mogą być tam rozsiane nieregularnie bardzo drobne łuseczki. Reszta ciała jest pokryta dość dużymi łuskami. Linia boczna nie jest widoczna. Występują dwie płetwy grzbietowe, stykające się ze sobą. Pierwsza z nich rozpięta jest wyłącznie na promieniach twardych. Płetwa ogonowa jest duża i jej tylna krawędź jest owalna. Płetwy piersiowe są szerokie i długie. Płetwy brzuszne umieszczone pod i przed piersiowymi są połączone błoną w rodzaj lejka, tworzącego przyssawkę. Przy jej pomocy ryba może przysysać się do przedmiotów leżących na dnie. Głowa babki czarnej jest duża, spłaszczona grzbieto-brzusznie i ma zaokrąglony pysk. Paszcza jest uzbrojona w drobne ząbki. Ryba ta dorasta do długości 15 cm. 
Pokarmem ryb tego gatunku są drobne zwierzęta denne (ślimaki, krewetki, kraby, wieloszczety). 

## Rozmnażanie
Tarło odbywa się od maja do czerwca. Samica składa na roślinach do 25 tys. ziarenek kleistej ikry. Larwy początkowo pelagiczne, później opadają na dno.